# Victor Öhman
Peter Victor Öhman, född 7 april 1992 i Malmö, är en svensk professionell ishockeyspelare som spelar för Västerviks IK i Hockeyallsvenskan.
Den 7 december 2019 skrev Öhman på ett tvåårskontrakt med Västervik. 
Victor Öhman är son till den före detta professionella ishockeyspelaren Roger Öhman.